# IC 2567
IC 2567 — галактика типу SB0 (компактна витягнута галактика) у сузір'ї Лев.
Цей об'єкт міститься в оригінальній редакції індексного каталогу.